# Canale inguinale

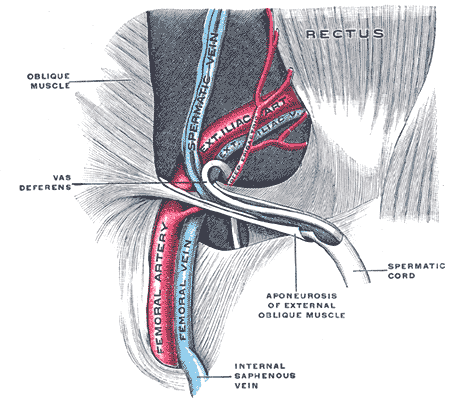
Il canale inguinale

Il canale inguinale è una struttura (quindi meglio denominata tragitto inguinale) che attraversa la parete addominale dando il nome alla regione in cui si trova. Permette il passaggio al funicolo spermatico nel maschio e al legamento rotondo dell'utero nella femmina. Nel maschio misura circa 4.5 cm mentre nella femmina, data la maggiore apertura dello stretto superiore del bacino, misura 5 cm e presenta un calibro minore. Il suo decorso è obliquo, dall'alto in basso, in senso lateromediale e da dietro in avanti.

## Descrizione
Il canale inguinale presenta due orifizi: uno di sbocco superficiale denominato anello inguinale sottocutaneo ed uno di entrata profondo denominato anello inguinale addominale.
Nella descrizione della struttura si vanno ad identificare quattro pareti: anteriore, posteriore, superiore e inferiore:
- La parete anteriore è costituita dall'aponeurosi del muscolo obliquo esterno e dalle fibre arcuate, e nella sua estremità più mediale, 1 centimetro dal tubercolo pubico, si apre nel sottocutaneo tramite l'anello inguinale superficiale.
- La parete posteriore è formata dalla fascia trasversale, che presenta tre legamenti di rinforzo atti a conferirle maggiore resistenza. Si osservano due legamenti verticali, il legamento interfoveolare (di Hesselbach) e la falce inguinale (legamento di Henle), e un legamento di rinforzo orizzontale, la benderella ileopubica di Thompson, costituito dall'unione della fascia trasversale, con disposizione frontale, e del margine posteriore del legamento inguinale.
- La parete superiore è formata dal margine inferiore del muscolo obliquo interno e del muscolo trasverso dell'addome, che nella porzione più laterale della parete si trovano inestricabili a livello dei loro fasci muscolari carnosi, mentre più medialmente a livello dei loro fasci aponeurotici.
- La parete inferiore è data dalla faccia superiore della metà mediale del legamento inguinale di Poupart o di Falloppio.

La parte centrale della parete posteriore del canale inguinale corrisponde alla fossetta inguinale mediale, che non è rinforzata da alcuna struttura e prende il nome di triangolo di Hesselbach o area di debolezza di Frouchaud, caratteristica che gli conferisce notevole rilevanza clinica poiché da tale superficie lassa può farsi strada l'ernia inguinale diretta.
Inoltre il canale inguinale è un importante punto di repere per i vasi epigastrici inferiori, che decorrono medialmente all'anello inguinale profondo, andando a costituire la piega falciforme (che corrisponde al lato laterale del trigono di Hesselbach).

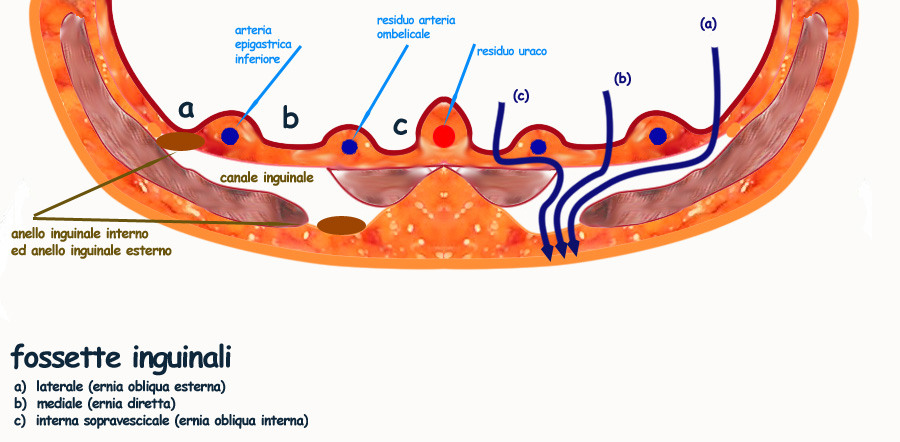
La fossetta inguinale mediale (b)